# Movila Miresii
Movila Miresii est une commune roumaine située dans le județ de Brăila.